# Евгени Немиров
Евгени Немиров е български оперен режисьор, хореограф, либретист, художник, сценограф, скулптор, и поет.

## Биография
Евгени Немиров е роден на 3 юни 1916 г. в София, като втори син на писателя Добри Немиров и съпругата му Вера Немирова. Майка му е учителка, основател в училището за слепи в Требич.
Завършва гимназия в Сливен и се записва да следва право в Софийския университет „Климент Охридски“. По късно става ученик на скулптура Андрей Николов и същевременно постъпва в школата на Николай Масалитинов за театрална режисура. В обкръжение на художници, скулптори и писатели като Илия Петров, Иван Мандов, Иван Фунев, Павлето, Емилиян Станев и. др. се изгражда като творческа личност.
1954 г. става оперен режисьор в Народна опера Русе, като получава звание „режисьор по чл. 9 за изключително дарование“.
В Народна опера Русе става автор на десетки успешни и първи по рода си постановки в България, между които „Момичето от златния Запад“ от Пучини, „Джоконда“ от Понкиели, „Лакме“ от Лео Делиб, „Цар Калоян“ от Панчо Владигеров и влязла в историята на българския оперен театър постановка на операта „Катерина Измайлова“ от Шостакович в съвместна работа с композитора през 1965 г. През 1967 г. пише либрето в стихове по музика на 11-а симфония на Д. Шостакович „Поема за Революцията“, което е първи опит за създаване на театър на симфоничната музика.
1969 г. се премества на работа като режисьор в Народна Опера Варна. След две години във Варна се завръща в София и работи като режисьор в Комитета по Туризма. Създава мащабни спектакли и шоу програми в комплексите за отдих, между които и спектакли на открито в стила на Комедия дел арте.
По късно работи в Народна опера Пловдив и Народна опера Плевен, където създава последните си постановки, „Мадам Бътерфлай“ от Пучини, „Прилепът“ от Йохан Щраус и „Продадена невеста“ от Сметана. От 1976 до 1980 г. е главен специалист в комисията по естетическо възпитание към Министерство на Културата, където работи по създавнето на уникални програми за естетическо възпитание, между които програмата „Николай Рьорих“, 1978 и „Леонардо да Винчи“, 1979.
Умира на 7 октомври 1981 г. в София.
Евгений Немиров е автор на много трудове за развитието и пътя на българския оперен театър, режисьорски концепции, непубликувани поеми, либрети за оперни произведения. Скулптурни работи участвали в изложби, десетки сценографски скици и скици за костюми към неговите постановки оформят творческия лик на този всестранен европейски българин.
За неговата дейност като цяло е носител на награда орден „Кирил и Методий“ 1-ва степен. Със своите постановки гостува в София, Германия („Бохеми“ в Ерфурт), Румъния (Тимишоара). Участия в международни конгреси и журита са го водили в Букурещ, Прага, Берлин, Москва, САЩ.
Евгени Немиров е баща на оперната режисьорка Вера Немирова (* 29.09.1972) от брака му с оперната певица Соня Немирова.

## Постановки
в Народна Опера Русе
- 1954 Селска чест – Маскани
- 1955 Отвличане от сарая – Моцарт
- 1955 Ловци на бисери – Бизе
- 1956 Трубадур – Верди
- 1957 Трубадур – Верди в Тимишоара, Румъния
- 1957 Мамзел Нитуш – Ерве
- 1958 Джоконда – Понкиели
- 1959 Момичето от златиня запад – Пучини
- 1960 Хубавата Елена – Жак Офенбах
- 1960 Имало едно време – П. Хаджиев
- 1961 Лакме – Лео Делиб
- 1962 Цар Калоян – Панчо Владигеров
- 1963 Дон Карлос – Верди
- 1965 Катерина Измайлова – Дмитрий Шостакович
- 1965 Дон Паскуале – Доницети
- 1966 Птицепродавецът – Целер
- 1967 Поема за революцията
- 1968 Дама Пика – Чайковски

в Народна Опера Варна
- 1969 Графиня Марица – Калман

в Народна Опера Пловдив
- 1973 Прилепът – Йохан Щраус (син)
- 1975 Мадам Бътерфлай – Пучини

в Народна Опера Плевен
- 1978 Продадена невеста – Бедржих Сметана